# 吕特延韦施泰特
吕特延韦施泰特（德語：Lütjenwestedt）是德国石勒苏益格－荷尔斯泰因州的一个市镇。总面积22.32平方公里，总人口592人，其中男性298人，女性294人（2011年12月31日），人口密度27人/平方公里。